# Semagystia
Semagystia  is een geslacht van vlinders uit de familie van de Houtboorders (Cossidae). De wetenschappelijke naam en de beschrijving van dit geslacht zijn voor het eerst gepubliceerd in 1990 door Johan Willem Schoorl.
De soorten van dit geslacht komen voor in West- en Centraal-Azië.

## Soorten
- Semagystia alaica Yakovlev, 2007
- Semagystia agilis (Christoph, 1884)
- Semagystia bamiani Yakovlev, Pljustch, Skrylnik & Pak, 2015
- Semagystia bucharana (Bang-Haas, 1910)
- Semagystia clathrata (Christoph, 1884)
- Semagystia cossoides (Graeser, 1892)
- Semagystia cuhensis Yde Freina, 1994
- Semagystia dubatolovi Yakovlev, 2007
- Semagystia enigma Yakovlev, 2007
- Semagystia kamelini Yakovlev, 2004
- Semagystia lukhtanovi Yakovlev, 2007
- Semagystia monticola (Grum-Grshimailo, 1890)
- Semagystia pljustchi Yakovlev, 2007
- Semagystia pushtunica Yakovlev, 2007
- Semagystia stchetkini Yakovlev, 2007
- Semagystia tarbagataica Yakovlev, 2014
- Semagystia tsimgana (Zukowsky, 1936)
- Semagystia wernerithomasi  Yakovlev, 2007
- Semagystia witti Yakovlev, 2007